# Eucelatoria teutonia
Eucelatoria teutonia là một loài ruồi trong họ Tachinidae.